# 녕변군
녕변군(寧邊郡, 표준어: 영변군)은 조선민주주의인민공화국 평안북도 동남부에 있는 군이다. 1428년(조선 세종 10년) 평안도의 연산부와 무산현을 병합하여 영변대도호부라 하면서 생성되었으며, 평안도병마절도사가 한동안 녕변의 지방관직을 겸직하였다. 1895년(고종 32년) 영변도호부에서 영변군으로 개편되었고, 조선민주주의인민공화국에서 "녕변군"이라 부름에 따라 현재에 이르고 있다. 1896년에 13도제가 시행되면서 평안북도에 속했고, 1897년부터는 평안북도관찰사영의 소재지이자 1921년 신의주로 평안북도청이 이전될 때까지 평안북도의 도청 소재지였다.

## 지리
평양에서 북쪽으로 약 80km 거리에 있다. 청천강의 북안에 있으며, 그 지류인 구룡강이 군내를 가로지르고 있다. 최고봉은 북부에 있는 향적산(805m)이다. 구릉에 둘러싸인 지형이다.
서쪽으로 박천군·태천군, 북쪽으로 운산군, 동쪽으로 구장군과 인접하고 남쪽은 평안남도에 접한다.

## 역사
고대에는 고조선,고구려,발해의 영역이었고 고려시대에는 연주(연산부)·무주로 불렸다. 1012년에는 고려의 강감찬이 거란과 싸웠고, 1216년에는 김취려가 금나라군과 싸웠다.
조선시대에는 연산도호부·무산현이 설치되었고 1428년에 양자를 아울러 영변대도호부가 놓여졌다. 1428년(세종 10년) 조선 세종의 명으로 부사(府使)와 판관(判官)을 두고, 병마도절제사로 하여금 부사를 겸임하게 하였다. 이후 한동안 평안도병마절도사가 영변대도호부사직을 겸직하였다. 이듬해 3월 26일에는 조선 세종의 명으로 서반 토관직(土官職)을 설치하여 변민(邊民)을 이주시키고, 큰 진(鎭)을 설치하였다. 1624년에는 이괄의 난의 무대가 되었다.
| Daedongyeojido (Gyujanggak) 07-05.jpg | Daedongyeojido (Gyujanggak) 07-04.jpg |
| Daedongyeojido (Gyujanggak) 08-04.jpg | Daedongyeojido (Gyujanggak) 08-03.jpg |

1895년, 부군제(23부제)에 의해 평양부 영변군으로 개편되었다. 이듬해인 1896년에 13도제가 시행되면서 평안북도에 속했고, 1897년에 평안북도의 관찰사영(도청)이 정주에서 영변으로 이전하였다. 1921년에 신의주로 이전될 때까지, 영변은 평안북도의 도청 소재지였다.
1952년 12월, 조선민주주의인민공화국의 행정 구역 재편에 의해 구장군·향산군이 분할되었다. 1980년대에 조선민주주의인민공화국에서 핵관련 시설의 건설이 시작되면서 북핵 문제로 세계적으로 알려진 지명이 되었다.

## 녕변 원자로 연구소
lRT-2000은 소비에트 연방과의 협정에 따라 소련이 지원한 연구용 원자로이다. 1962년 착공되어 1965년 8월 15일에 최초 임계에 성공했다. 초기의 열 출력은 2,000 킬로와트였으나 북한이 독자적으로 개량에 성공, 80% 농축 우라늄 연료를 쓰며 열 출력은 8,000 킬로와트에 달하는 원자로가 되었다.
5 메가와트 원자로 영변 원자력 연구소의 5 메가와트 원자로는 1982년 4월에 공사를 시작해 1985년에 최초 임계에 성공, 1986년 1월에 운전을 개시했다. 흔히 영변 1호기로 불린다. 독자적으로 개발해낸 마그녹스 원자로로, 핵 과학자 경원하의 감독 하에 건설되었다. 길이 50cm, 지름 3cm, 무게 6.17kg의 연료봉이 801개의 연료 채널에 채널 당 10개씩 삽입, 총 약 8,010개의 연료봉이 사용되며 우라늄의 총 무게는 40-45톤, 평균 온도는 420도이다. 전기 출력은 5 메가와트, 열 출력은 20~30 메가와트이다. 일반적으로 전기 출력은 열 출력의 3분의 1 정도이기 때문에, 이 원자로는 일반적으로 예상되는 열 출력에 비해 2배 정도 큰 열 출력을 가지고 있는 것이다. 이 원자로를 1일 운전하면 열 출력 1 메가와트 당 0.9g의 플루토늄을 생산할 수 있다. 열 출력 20~30 메가와트, 가동률 85%로 계산해보면 연간 5.5~8.5kg의 플루토늄을 생산할 수 있다고 볼 수 있으며, 플루토늄 방식의 원자폭탄은 개당 5kg 정도의 플루토늄을 사용하기 때문에 이 원자로를 계속해서 가동하면 1년에 1개의 원자폭탄을 생산할 수 있는데 무기용 플루토늄은 방사성 물질과 마찬가지로 시간이 지나면 플루토늄이 알아서 납덩어리로 변하기 때문에 사실상 모든 핵탄두는 유통기한이 있는 셈이다. 그리고 그 유통기한은 보통 10년 내외다.
50메가와트 원자로 영변 2호기라고도 불리는 원자로로, 1986년에 착공되었으나 1994년 북미 제네바 합의에 따라 공식적으로 건설이 중단되어 미완성 상태이다. 구글 지도 상에서 영변 1호기 남쪽으로 보이는 돔 있는 건물이 2호기다. 만일 건설이 재개되었다 하더라도 감속재인 흑연이 부족해 완성시키기 위해 오랜 기간이 필요하다고 추정된다. 이 원자로 외에도 당시 태천의 200 메가와트 원자로도 건설 중이었는데, 만일 이 두 원자로가 완공되었다면 2개의 원자로에서 연간 200kg의 플루토늄 생산이 가능해져 연간 약 50개의 원자폭탄을 생산할 수 있게 되었을 것이다. 특히,두 원자로는 전력망에 연결되어 있지 않았다.
100메가와트 플루토늄 경수로는 계속 가동하여 매 년 핵무기 제조 플루토늄 20kg 전후 분량을 생산하고 있다.
방사화학연구소는 영변 원자력 연구소의 사용 후 핵연료 재처리 공장. 현재 가동 중이다. 메가와트 원자로의 사용 후 핵연료를 퓨렉스법에 의해 재처리해 플루토늄을 추출하고 있다. 연간 200~250톤 정도의 핵 연료를 재처리해 100kg의 플루토늄을 추출하는 능력이 있다고 추정되고 있다. 한편 이 능력은 과대평가되어 사실은 연간 25톤 정도의 처리 능력을 갖고 있는 게 아니냐는 러시아 전문가들의 의견도 있다.

## 행정 구역
현재 녕변군의 행정 구역은 녕변읍(寧邊邑)과 팔원로동자구(八院勞動者區), 26리로 구성되어 있다.
| - 고성리 (古城里) - 구산리 (龜山里) - 구항리 (龜項里) - 관하리 (館下里) - 남등리 (南燈里) - 남산리 (南山里) - 대천리 (大川里) - 룡성리 (龍城里) - 룡추리 (龍湫里) - 룡포리 (龍浦里) - 룡화리 (龍和里) - 망일리 (望日里) - 명덕리 (明德里) | - 봉산리 (鳳山里) - 서산리 (西山里) - 서화리 (西花里) - 서위리 (西位里) - 송강리 (松江里) - 송화리 (松和里) - 세죽리 (細竹里) - 하초리 (下草里) - 화평리 (和坪里) - 연화리 (延花里) - 오봉리 (梧峯里) - 옥창리 (玉倉里) |

## 산업
예부터 견직물의 생산지로 알려졌다.

## 관광
- 철옹성 - 구룡강과 산에 둘러싸인 읍성이다.
- 약산동대 - 녕변읍내에 있는 기암과 철쭉의 명소이다. 시인 김소월의 시 《진달래꽃》에 등장하는 "영변의 약산 진달래꽃"으로 알려져 있다.
- 천주사
- 서운사
- 북수구문터

## 같이 보기
- 녕변 원자력 연구소
- 북핵 문제